# Emissionshaus
Ein Emissionshaus bringt Wertpapiere auf den Kapitalmarkt, dies wird als Emission bezeichnet. Im Bereich der geschlossenen Fonds (Beteiligungen) ist dieser Begriff üblich. Andere Begriffe für Emissionshaus sind Anbieter eines Fonds oder Initiator. Bei Investmentfonds (offenen Fonds) ist mehr der Begriff Fondsgesellschaft umgangssprachlich. Oder aber auch Investmentgesellschaft oder Kapitalanlagegesellschaft.

## Aufgaben eines Emissionshauses
Die Konzeption von geschlossenen Fonds erfolgt auf der Grundlage einer Prüfung von steuerlichen, wirtschaftlichen und rechtlichen Rahmenbedingungen. Das Kapital für einen Fonds wird entweder vollständig oder teilweise am Kapitalmarkt zusammengetragen.

## Variation der Aufgaben bei diversen Fondsarten
Bei einzelnen Fondsarten können die Aufgaben eines Emissionshauses von der Idee bis zur Realisierung eines Fonds stark variieren. Die Aufgaben bei einem Private-Equity-Fonds oder einem Lebensversicherungsfonds unterscheiden sich sehr von den Aufgaben bei der Auflage eines Schiffsfonds. Bei einem Schiffsfonds werden vom Emissionshaus die Partner für eine komplette Unternehmung zusammengebracht. Bei einem Private-Equity-Fonds wird in verschiedene schon bestehende Unternehmungen investiert. Bei einem Lebensversicherungsfonds werden Lebensversicherungen im Zweitmarkt aufgekauft, mit der Absicht, daraus Gewinn zu machen.